# قره كوز
قره كوز (بالتركية العثمانية: قره‌گوز وبالتركية الحديثة: Karagöz أي العين السوداء) هو أشهر شخصية في مسرحيات خيال الظل التركية يعود أصله إلى العصر العثماني وانتشرت إلى مُعظم مناطق الإمبراطورية العثمانية وخاصة في تركيا واليونان.
الشخصية الأخرى في هذه المسرحيات هي شخصية الحاج عِوَض (بالتركية العثمانية: حاجی عِوَض Hacı İvaz أو بالتركية العامية حاجی عَیواض Hacı Ayvaz‏ أو حاجیواط Hacivat‏). الحاج عوض باشا كان المُلهم لهذه الشخصية بحسب أوليا جلبي.
كان مخايلو الظل يعرضون فصولهم أو باباتهم الممتعة دفعة واحدة وأمام كل منهم طاولة خشبية، وفي صدر المقهى يجلس كبار السن وقد عمروا النرجيلة ويبدأ التبغ بالاحتراق ويتحرق الجميع شوقاً للآتي على تلك الستارة السحرية.

## التاريخ
أول مسرحية لخيال الظل قره كوز والحاج عوض غير معروفة بالتحديد. لكن يعتقد البعض أن أول مسرحية أقيمت للسلطان سليم الأول الذي حكم بين سنتي (1512-1520) في مصر بعد غزوه البلاد سنة 1517. لكن في القرن السابع عشر كتب أوليا جلبي أن المسرحية أقيمت في القصر العثماني في وقت مبكر من عهد بايزيد الأول الذي حكم بين سنتي (1389-1402). في القرن السادس عشر أفتى كبير المفتيين العثماني أبو السعود أفندي بالسماح بمسرحيات كراكوز.

## قصتهما

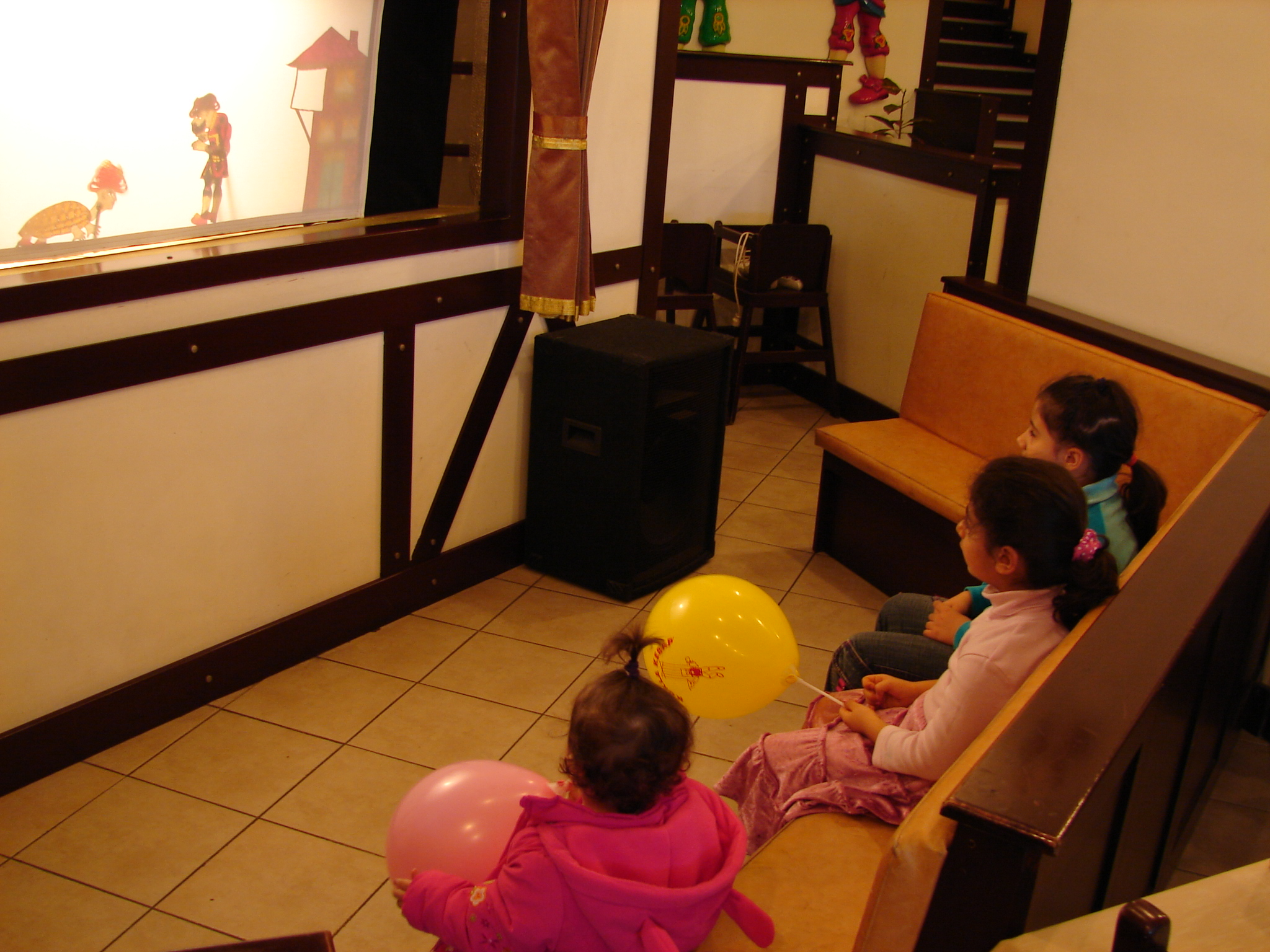
مسرح قرة جوز.

هذان الرجلان حسب الأساطير هما رجلان حقيقيان. وتبدأ القصة الحقيقية عندما أتى الحاج عوض (مهرج السلطان) بقرة گ‍وز من الآستانة إلى بورصة بعدما طلب من السلطان أن يأتي بشخص آخر يساعده. وفي مرة تكلما بكلام بذيء أمام حرم السلطان العثماني، فأمر السلطان بقطع رأسيهما. وفي مرة أمر السُلطان أن يُحضرا للمهرجان، فقال له (بكجي باشي) بأنهما أُعدما فأخبر السلطان بكجي باشي بأن من يقطع رأسيهما ألحقت رأسه بهما؛ أذهب وأئتني بهما. خرج الرجل وأخبر عبد الله الششتري بالقصة، فأمر عبد الله بجلود وقصها على هيئتهما، وأخبره بطريقة تحريك الجلود وتقليد أصواتهم، فعُرض العرض على السلطان. وبعدها أخبر الششتري السلطان بالقصة. حتى طلب من السُلطان أن تُخرج إلى العامة في الأسواق فسمح بذلك.

## كتب في الموضوع
- خيال الظل: مسرح كركوز وعيواظ، تأليف غسان كلاس، كتاب مقرَّر في دورات تأهيل المخايلين، وِزارة الثقافة السورية.

## وصلات خارجية
- خيال الظل، صحيفة الثورة.